# (73579) 6284 P-L
(73579) 6284 P-L – planetoida z pasa głównego asteroid okrążająca Słońce w ciągu 4 lat i 106 dni w średniej odległości 2,64 j.a. Została odkryta 24 września 1960 roku przez Cornelisa van Houtena, Ingrid van Houten oraz Toma Gehrelsa. Nazwa planetoidy jest oznaczeniem tymczasowym.